# Volker Krämer (Fotograf)
Volker Krämer (* 23. Januar 1943 in Hilden; † 13. Juni 1999 am Dulje-Pass, Kosovo) war ein deutscher Fotograf.

## Leben
Nach Abschluss der Schule, begann Volker Krämer 1961 eine Ausbildung zum Verlagskaufmann bei der Rheinischen Post in Düsseldorf. Im Anschluss wurde er als Autodidakt erster fest angestellter Fotograf der Zeitung. Während des Sommerurlaubs 1968 bei Verwandten in der Tschechoslowakei marschierten am 21. August Truppen des Warschauer Pakts in Prag ein. Krämer hielt die Ereignisse auf zwei Filmen, die für den Urlaub bestimmt waren, fest. Die Fotos erschienen zunächst in der Rheinischen Post, dann in der internationalen Presse. 1969 holte Henri Nannen den Fotografen nach Hamburg, wo er seit 1970 als fest angestellter Fotograf für den stern arbeitete. Für eine Reportage zum Ende des Kosovokriegs reiste er im Juni 1999 auf den Balkan. Am 13. Juni wurden Volker Krämer, sein Kollege Gabriel Grüner und deren Übersetzer Senol Alit von einem russischen Söldner erschossen.

## Werk
Als Folge des Besuchs der Ausstellung "The Family of Man", konzipiert von Edward Steichen, beschloss Volker Krämer, dass er Fotograf werden wollte. Anfangs konzentrierte er sich auf Szenen des alltäglichen Lebens. Ab 1970 fotografierte er in der ganzen Welt. Für Krämer galt, dass Journalismus Begebenheiten wiedergibt; seine analog mit Spiegelreflexkamera fotografierten Bilder sind von Spontanität und seinem Interesse an den Menschen bestimmt.